# Circa
circa（片仮名発音: キルカ、サーカ、シルカ）は、「約」「凡そ」「頃」を意味するラテン語の語彙である。c.またはca（稀に circ. 、 cca. 、 cc. と略す）、しばしばイタリック体で記す。c.a.は誤用である。主に歴史学や系譜学では、日付の直前に付して用いる。

## 例
以下では、人物の生没年を用いて例解する。
- 「1162 – 1227」: 双方が正確。
- 「1162 – c. 1227」: 生年は正確、没年は不正確。
- 「c. 1162 – 1227」: 生年は不正確、没年は正確。
- 「c. 1162 – c. 1227」: 双方が不正確。